# Federica Bosco
Federica Bosco (Milano, 25 settembre 1971) è una scrittrice e sceneggiatrice italiana.

## Biografia
Nata nel capoluogo lombardo, si è poi trasferita a Firenze all'età di 4 anni. Dopo aver conseguito la maturità linguistica, si iscrive alla facoltà di giurisprudenza.
Il suo primo libro Mi piaci da morire viene pubblicato da Newton Compton Editori nel 2005, arrivando, nel giro di due anni, a diciotto ristampe. Nel 2009 è finalista, seconda classificata, al Premio Bancarella con S.O.S amore.
Nel 2011 scrive Innamorata di un angelo che riscuote subito un notevole successo; scrive quindi i due seguiti Il mio angelo segreto e Un amore di angelo.
Nel 2012 esce per Mondadori Pazze di me, il suo primo libro in cui il protagonista è un uomo. Il 24 gennaio 2013 esce nelle sale il film omonimo tratto dal libro, per la regia di Fausto Brizzi, di cui la Bosco è co-sceneggiatrice insieme a Marco Martani.
Nel 2013 pubblica Non tutti gli uomini vengono per nuocere (Mondadori) e nello stesso anno partecipa al reality Sweet Sardinia in onda su La5 come giudice.
Dopo 7 anni, Il 5 ottobre 2020 è uscito il quarto e atteso capitolo conclusivo della serie dell'angelo, Un angelo per sempre.

## Opere

### Libri
- Mi piaci da morire, Newton Compton Editori, 2005
- Cercasi amore disperatamente, Newton Compton Editori, 2006
- L'amore non fa per me, Newton Compton Editori, 2007
- 101 modi per riconoscere il principe azzurro (senza dover baciare tutti i rospi), Newton Compton Editori, 2007
- L'amore mi perseguita, Newton Compton Editori, 2008
- 101 modi di dimenticare il tuo ex e trovarne subito un altro, Newton Compton Editori, 2009
- S.O.S amore, Newton Compton Editori, 2009
- Innamorata di un angelo, Newton Compton Editori, 2011
- Il mio angelo segreto, Newton Compton Editori, 2011
- Un amore di angelo, Newton Compton Editori, 2012
- Pazze di me, Mondadori, 2012
- Non tutti gli uomini vengono per nuocere, Mondadori, 2013
- SMS. Storie Mostruosamente Sbagliate, Mondadori, 2014
- Il peso specifico dell'amore, Mondadori, 2015
- Tutto quello che siamo, Mondadori, 2015, ISBN 9788804658023.
- Dimenticare uno stronzo. Il metodo Detox in 3 settimane, Mondadori, 2016, ISBN 9788804661542.
- Ci vediamo un giorno di questi, Garzanti, 2017, ISBN 978-8811672708.
- Mi dicevano che ero troppo sensibile. Per chi si sente sbagliato, un percorso per scoprire come tramutare l'ipersensibilità in una risorsa preziosa, Vallardi, 2018, ISBN 978-8869876608.
- Il nostro momento imperfetto, Garzanti, 2018
- Non perdiamoci di vista, Garzanti, 2019
- Un angelo per sempre, Newton Compton Editori, 2020
- Non dimenticarlo mai, Garzanti, 2021
- Dopo Narciso la primavera. Come uscire dal lungo inverno di una relazione tossica, Vallardi, 2022
- Volevamo prendere il cielo, Garzanti, 2023
- Il mio gatto mi detesta, Il diario di Sir Thomas, Newton Compton Editori, 2023
- Natale con Sir Thomas, Newton Compton Editori, 2024
- Nostra Signora che sei nell'attico (Ricordati di santificare le feste), Rizzoli, 2025

### Sceneggiature
- Pazze di me, regia di Fausto Brizzi (2013)